# Menet
Menet és un municipi francès situat al departament de Cantal i a la regió d'Alvèrnia-Roine-Alps. L'any 2007 tenia 511 habitants.

## Demografia

### Població
El 2007 la població de fet de Menet era de 511 persones. Hi havia 228 famílies de les quals 86 eren unipersonals (41 homes vivint sols i 45 dones vivint soles), 65 parelles sense fills, 61 parelles amb fills i 16 famílies monoparentals amb fills.
La població ha evolucionat segons el següent gràfic:
Habitants censats

### Habitatges
El 2007 hi havia 463 habitatges, 242 eren l'habitatge principal de la família, 209 eren segones residències i 12 estaven desocupats. 426 eren cases i 35 eren apartaments. Dels 242 habitatges principals, 196 estaven ocupats pels seus propietaris, 43 estaven llogats i ocupats pels llogaters i 3 estaven cedits a títol gratuït; 6 tenien una cambra, 19 en tenien dues, 34 en tenien tres, 87 en tenien quatre i 96 en tenien cinc o més. 223 habitatges disposaven pel capbaix d'una plaça de pàrquing. A 126 habitatges hi havia un automòbil i a 86 n'hi havia dos o més.

### Piràmide de població
La piràmide de població per edats i sexe el 2009 era:
| Homes | Edats   | Dones |
| ----- | ------- | ----- |
| 0     | 95 o +  | 0     |
| 0     | 90 a 94 | 4     |
| 4     | 85 a 89 | 4     |
| 16    | 80 a 84 | 12    |
| 8     | 75 a 79 | 20    |
| 12    | 70 a 74 | 20    |
| 24    | 65 a 69 | 12    |
| 52    | 60 a 64 | 16    |
| 8     | 55 a 59 | 12    |
| 16    | 50 a 54 | 36    |
| 32    | 45 a 49 | 12    |
| 8     | 40 a 44 | 32    |
| 20    | 35 a 39 | 12    |
| 36    | 30 a 34 | 12    |
| 4     | 25 a 29 | 8     |
| 32    | 20 a 24 | 8     |
| 16    | 15 a 19 | 20    |
| 4     | 10 a 14 | 24    |
| 20    | 5 a 9   | 12    |
| 4     | 0 a 4   | 8     |

## Economia
El 2007 la població en edat de treballar era de 308 persones, 214 eren actives i 94 eren inactives. De les 214 persones actives 197 estaven ocupades (116 homes i 81 dones) i 16 estaven aturades (5 homes i 11 dones). De les 94 persones inactives 46 estaven jubilades, 10 estaven estudiant i 38 estaven classificades com a «altres inactius».

### Ingressos
El 2009 a Menet hi havia 233 unitats fiscals que integraven 477 persones, la mediana anual d'ingressos fiscals per persona era de 14.367 €.

### Activitats econòmiques
Dels 15 establiments que hi havia el 2007, 2 eren d'empreses extractives, 1 d'una empresa alimentària, 4 d'empreses de construcció, 1 d'una empresa de comerç i reparació d'automòbils, 1 d'una empresa de transport, 3 d'empreses d'hostatgeria i restauració i 3 d'empreses immobiliàries.
Dels 4 establiments de servei als particulars que hi havia el 2009, 1 era un paleta, 1 guixaire pintor, 1 fusteria i 1 electricista.
L'únic establiment comercial que hi havia el 2009 era una fleca.
L'any 2000 a Menet hi havia 42 explotacions agrícoles que ocupaven un total de 1.680 hectàrees.

## Equipaments sanitaris i escolars
El 2009 hi havia una escola elemental integrada dins d'un grup escolar amb les comunes properes formant una escola dispersa.

## Poblacions més properes
El següent diagrama mostra les poblacions més properes.